# Hrabstwo The Hills
Hrabstwo The Hills (The Hills Shire) – jeden z 38 samorządów lokalnych wchodzących w skład aglomeracji Sydney, największego zespołu miejskiego Australii. Liczy 402 km² powierzchni i obejmuje znaczną część północnego Sydney. Liczba mieszkańców wynosi 159 391. 
Władzę ustawodawczą stanowi rada hrabstwa, licząca dwunastu radnych wybieranych w czterech trójmandatowych okręgach wyborczych, z zastosowaniem ordynacji proporcjonalnej. Radni wybierają spośród siebie burmistrza hrabstwa i jego zastępcę, którzy kierują egzekutywą.

## Galeria

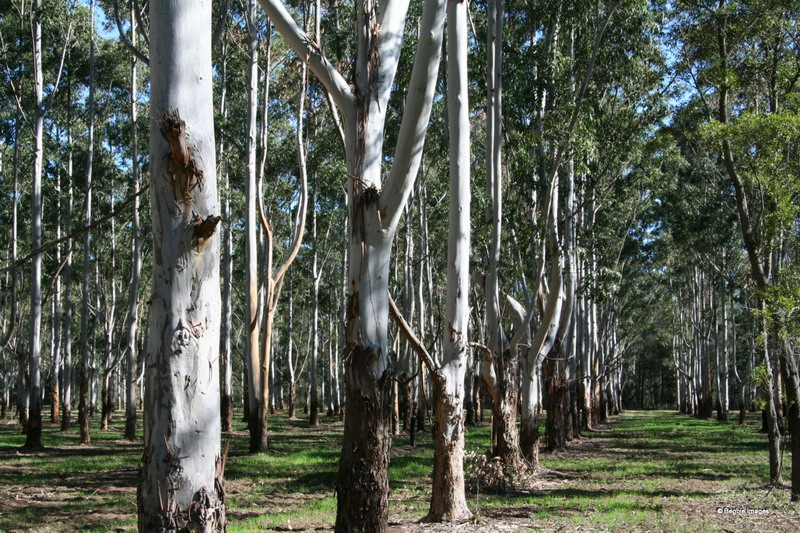
Box Hill
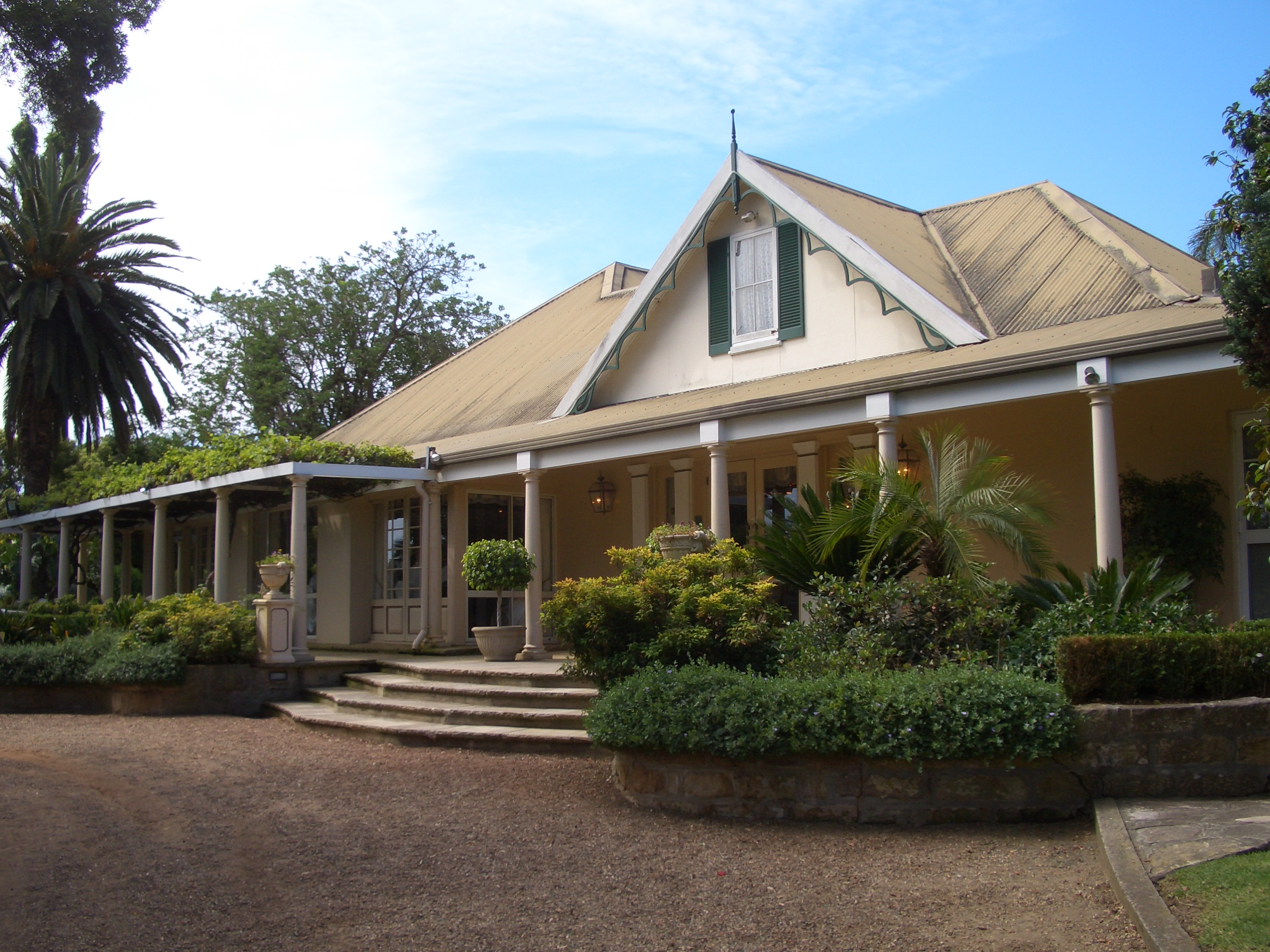
Oatlands House
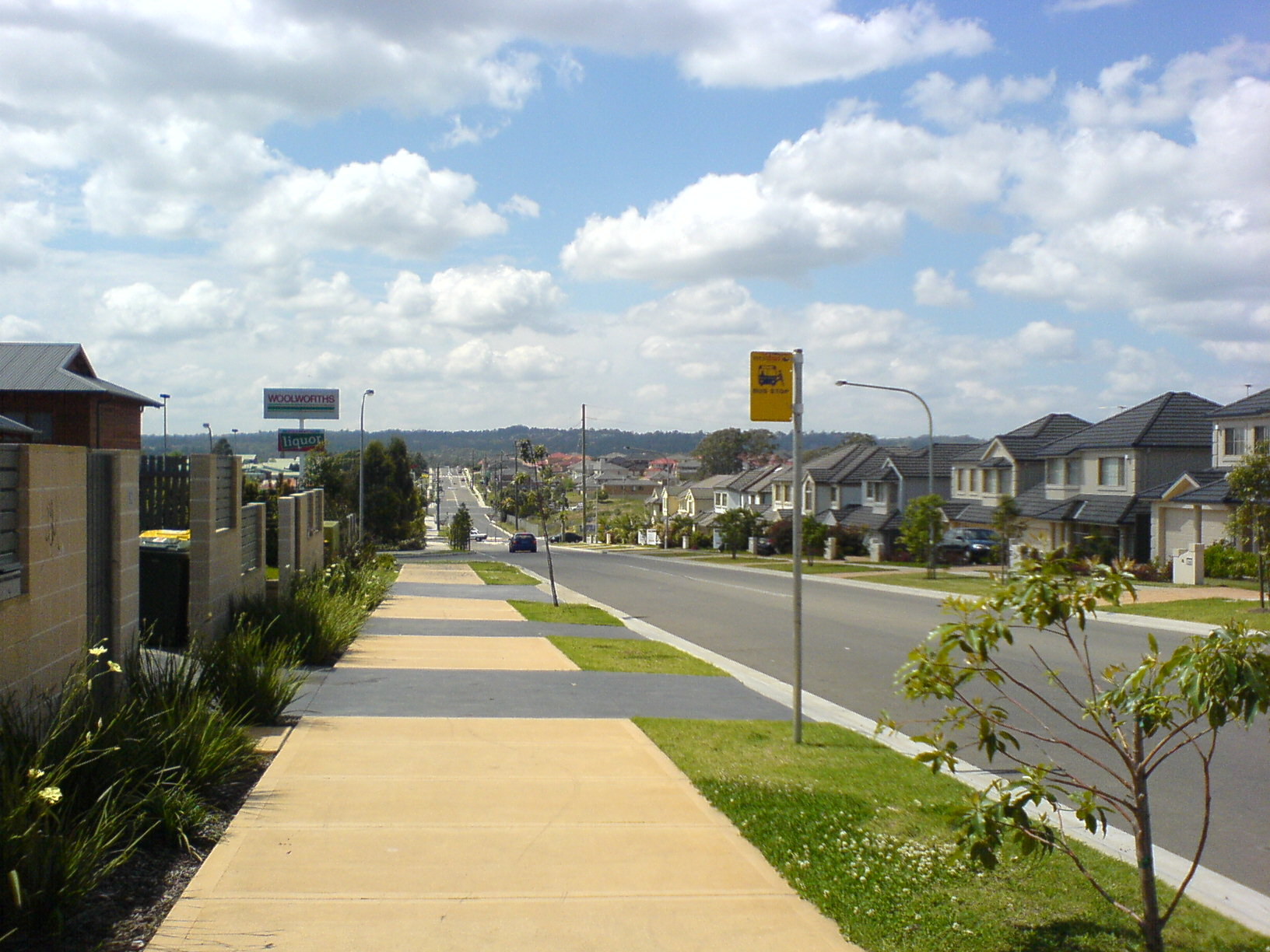
Osiedle domów jednorodzinnych